# Promachus guineensis
Promachus guineensis är en tvåvingeart som först beskrevs av Christian Rudolph Wilhelm Wiedemann 1824.  Promachus guineensis ingår i släktet Promachus och familjen rovflugor.
Artens utbredningsområde är Nigeria. Inga underarter finns listade i Catalogue of Life.